# 에리카 리어슨
에리카 리어슨(Erica Leerhsen, 1976년 2월 14일 ~ )은 미국의 배우이다.

## 출연 작품
- 매직 인 더 문라이트 - 캐롤린 역